# Plan de San Luis (Oaxaca)
Plan de San Luis, comunidad ejidal ubicada en el Istmo de Tehuantepec al sur del Estado de Oaxaca, perteneciente al municipio de San Juan Guichicovi, entre los límites con el Estado de Veracruz.
1 TOPONIMIA
El nombre a la comunidad rinde homenaje al plan promulgado por el líder político mexicano Francisco I. Madero, presidente del Partido Nacional Antirreeleccionista, desde San Antonio, Texas. Fue promulgado en Texas ya que Madero había huido de la prisión de San Luis Potosí tras ser encarcelado por el General Porfirio Díaz (presidente de México).
2 GEOGRAFIA
El ejido Plan de San Luis se localiza al sur del estado de Oaxaca específicamente en el Istmo de Tehuantepec. Limita al norte con el Rïo El Corte (Territorio Veracruzano), al este con la Comunidad Estación Ubero, al sur con la Comunidad 6 de Enero y El Triunfo y al oeste con las Comunidades Veracruzanas de San Miguel, Revolución y la Guadalupe.
Plan de San Luis tiene casi la mitad de su territorio Montañoso, cuenta con una disponibilidad acuifera interesante ya que es rodeado por los Ríos Tolosita y El corte, así como 3 principales arroyos: Arroyo Boca La Puerta ubicada al oeste de la comunidad, Arroyo Seco y Arroyo Mazate al sur, así Como lagunas ubicadas en su mayoría al este de la Comunidad: Laguna Shtewa, Laguna Clara, Laguna Azul, Laguna Garrobo y Laguna Celestino está al sur de la comunidad.
La flora está compuesta por árboles como nopo, cedro, roble, caoba, entre otros, y en su fauna se pueden encontrar animales como el Venado, Tigrillo, mapache, tepescuintle, coyote, tejón, jabalí, zorrillo, conejo, armadillo, mazate, cotorro, faisán, las serpientes. iguanas.
El clima es semicalido con lluvias en verano.
3 HISTORIA
La comunidad antiguamente llamada "Colonia la Michoacana" ya que era habitada por personas de Michoacán y rancheros que acaparaban grandes cantidades de tierra... (Información en proceso).
4 GOBIERNO Y POLÍTICA
Estructurado de la Siguiente Forma:
COMISARIADO EJIDAL
• I. es una autoridad colegiada interna del ejido. Tiene la representación del ejido y es responsable de ejecutar los actos aprobados por las asambleas generales.
• II. El comisariado ejidal es el órgano encargado de la ejecución de los acuerdos de la asamblea, así como de la representación y gestión administrativa del ejido. Estará constituido, según indica el artículo 32 de la Ley Agraria por un presidente, un secretario y un tesorero. Además podrá contar con un número indeterminado de secretarios auxiliares: de crédito, comercialización, de acción social y los demás que determine el reglamento interno del ejido, para atender adecuadamente los requerimientos de la producción. Estos miembros del comisariado serán electos por mayoría de votos por la asamblea general extraordinaria. El voto será secreto y el escrutinio público e inmediato. Sus facultades y obligaciones se encuentran especificadas en el artículo 33 de la Ley en cuestión.
• III. Para ser miembro del comisariado ejidal se requiere, según previene el artículo 38 de la ley mencionada, ser ejidatario del núcleo de población de que se trate y estar en pleno goce de sus respectivos derechos ejidales; haber trabajado en el ejido durante los últimos seis meses inmediatamente anteriores a la fecha de la elección; no haber sido sentenciado por delito intencional que amerite pena privativa de la libertad. El requisito del trabajo no se exigirá para los supuestos de designación del primer comisariado.
• IV. Como hemos expresado corresponde al comisariado ejidal llevar la representación legal del ejido y ejecutar las resoluciones y acuerdos de las asambleas generales, atendiendo todos los aspectos relacionados con la explotación y comercialización, principalmente, del ejido, según se detalla en la propia ley.
• V. Los miembros del comisariado ejidal durarán en su cargo el término de tres años, pudiendo ser reelectos por una sola vez para el mismo o diferente cargo en el siguiente periodo si obtuvieran el voto de las dos terceras partes de la asamblea. Son responsables de sus funciones y pueden ser removidos por las causas previstas en la ley, tales como no cumplir los acuerdos de la asamblea; desobedecer o contravenir disposiciones legales; ausentarse del ejido por más de 60 días consecutivos sin causa justificada o sin autorización de la asamblea; malversar fondos; acaparar o permitir acaparar unidades de dotación, etc.
Un consejo de vigilancia estará constituido por un Presidente y dos Secretarios, propietarios y sus respectivos suplentes y operará conforme a sus facultades y de acuerdo con el reglamento interno; si éste nada dispone, se entenderá que sus integrantes funcionarán conjuntamente.
Son facultades y obligaciones del consejo de vigilancia:
I. Vigilar que los actos del comisariado se ajusten a los preceptos de la ley y a lo dispuesto por el reglamento interno o la asamblea;
II. Revisar las cuentas y operaciones del comisariado a fin de darlas a conocer a la asamblea y denunciar ante ésta las irregularidades en que haya incurrido el comisariado;
III. Convocar a asamblea cuando no lo haga el comisariado; y
IV. Las demás que señalen la ley y el reglamento interno del ejido.
Artículos 35 y 36 de la Ley Agraria de México
AGENTE MUNICIPAL
Es elegido mediante la asamblea general, con una duración en el cargo de 2 años, su función principal es supervisar que los asuntos de la comunidad marchen bien en tiempo y forma.... (Información en proceso)